# Eurodryas nigrolimbata
Eurodryas nigrolimbata är en fjärilsart som beskrevs av Schultz 1906. Eurodryas nigrolimbata ingår i släktet Eurodryas och familjen praktfjärilar. Inga underarter finns listade i Catalogue of Life.